# Blepharosis retracta
Blepharosis retracta är en fjärilsart som beskrevs av Max Wilhelm Karl Draudt 1950. Blepharosis retracta ingår i släktet Blepharosis och familjen nattflyn. Inga underarter finns listade i Catalogue of Life.